# Абдул Кадир Хан
Абдул Кадир Хан (англ. Abdul Qadeer Khan, (1 квітня 1936 , Бгопал, Британська Індія  — 10 жовтня 2021 , Ісламабад )) — пакистанський вчений фізик-ядерник і інженер-металург, засновник і керівник пакистанської ядерної програми.

## Біографія
Хан народився в пуштунській родині в місті Бхопал у штаті Мадхья-Прадеш в Індії в 1936 році. Після розділу Індії, коли хлопчикові було 11 років, його сім'я перебралася в Пакистан.

### Освіта
Навчався в школі Св. Антонія в Лахорі, потім у коледжі Дайарама Джетмала в Карачі, спеціалізуючись на фізиці і математиці. 1960 року здобув диплом бакалавра Університету Карачі за фахом металознавство. 1961 року поїхав до ФРН для вивчення металургії в технічному університеті і 1967 року здобув диплом інженера-металурга, а 1972 став доктором наук. Вільно володіючи німецькою мовою, свою докторську дисертацію Хан написав нею.

### Робота
Після захисту дисертації влаштувався працювати у фізичній лабораторії в Амстердамі, яка була підрядником компанії URENCO, спільно створеної Західною Німеччиною, Великою Британією і Нідерландами для проведення строго секретних робіт зі збагачення урану.

## Ядерний проєкт
У травні 1974 року Індія провела перші випробування ядерної зброї. Абдул Кадир Хан на той час обіймав відповідальну посаду в URENCO і мав досить високий рівень доступу.
Наприкінці 1975 року повертається до Пакистану, маючи на руках вкрадені ядерні секрети. Прем'єр-міністр Пакистану Зульфікар Алі Бхутто поставив завдання створення ядерної бомби на основі збагаченого урану. Хан отримав у своє розпорядження дослідну лабораторію, згодом названу його ім'ям. Паралельно Комісія з атомної енергії Пакистану на чолі з Муніром Ахмадом Ханом вела розробки ядерної бомби на основі плутонію. Надалі обидві програми були об'єднані, і в результаті 28 травня 1998 року була випробувана пакистанська ядерна бомба на основі збагаченого урану.

## Домашній арешт
У лютому 2004 року, після зустрічі з президентом Первезом Мушаррафом, Хан виступив по національному телебаченню і визнав свою провину в продажу ядерних матеріалів і обладнання. Після цього вчений був поміщений під домашній арешт і повністю огороджений від контактів із зарубіжними дізнавачами. Сам Хан неодноразово натякав у своїх інтерв'ю, що торгівля ядерними матеріалами та обладнанням велася з відома керівництва Пакистану, в тому числі, президента Мушаррафа. У 2007 році Беназір Бхутто заявила, що після перемоги на виборах дозволить іноземцям — в тому числі, МАГАТЕ — допитати Хана з приводу його діяльності на ядерному чорному ринку. Але після вбивства Бхутто наприкінці грудня 2007 року нове керівництво Пакистанської народної партії, яка прийшла до влади в ході виборів 2008 року, не наважилося дозволити закордонним дізнавачам допитати Хана.